# U-52 (1938)
U-52 — средняя немецкая подводная лодка типа VIIB времён Второй мировой войны. Четвёртая германская лодка под этим номером.

## История
Заказ на постройку субмарины был отдан 15 мая 1937 года. Лодка была заложена 9 марта 1937 года на верфи «Германиаверфт» в Киле под строительным номером 587, спущена на воду 21 декабря 1938 года. Лодка вошла в строй 4 февраля 1939 года под командованием капитан-лейтенанта Вольфганга Бартена.

### Командиры
- 4 февраля 1939 года — 17 сентября 1939 года оберлейтенант цур зее Вольфганг Бартен
- 14 ноября 1939 года — 9 июня 1941 года капитан-лейтенант Отто Салман
- 20 марта 1941 года — 15 апреля 1941 года капитан-лейтенант Гельмут Мёльман (кавалер Рыцарского железного креста)
- 10 июня 1941 года — 6 июля 1941 года капитан-лейтенант Вольф-Рёдигер фон Рабенбау
- 7 июля 1941 года — 13 января 1942 года оберлейтенант цур зее барон Вальтер фон Freyberg-Eisenberg-Allmendingen
- 16 января 1942 года — 24 июля 1942 года Фридрих Мумм
- 25 июля 1942 года — 31 марта 1943 года оберлейтенант цур зее Герман Россманн
- 1 апреля 1943 года — 22 октября 1943 года оберлейтенант цур зее Эрнст-Август Racky

### Флотилии
- 4 февраля 1939 года — 31 мая 1941 года — 7-я флотилия
- 1 июня 1941 года — 31 марта 1942 года — 26-я флотилия (учебная)
- 1 апреля 1942 года — 30 сентября 1943 года — 24-я флотилия (учебная)
- 1 октября 1943 года — 21 октября 1943 года — 23-я флотилия (учебная)

### История службы
Лодка совершила 8 боевых походов. Потопила 13 судов суммарным водоизмещением 56 333 брт.
Выведена из эксплуатации в Данциге в октябре 1943 года, переведена в Киль, затоплена 3 мая 1945 года в рамках операции «Регенбоген». Поднята и разделана на металл в 1946-47 годах.

### Волчьи стаи
U-52 входила в состав следующих «волчьих стай»:
- безымянная 1 декабря — 3 декабря 1940 года

### Атаки на лодку
Ориентировочно 4 августа 1940 года лодка была сильно повреждена глубинными бомбами с британских эскортов. Исправление полученных повреждений потребовало четырёх месяцев ремонта на базе.